# بويرتاصور

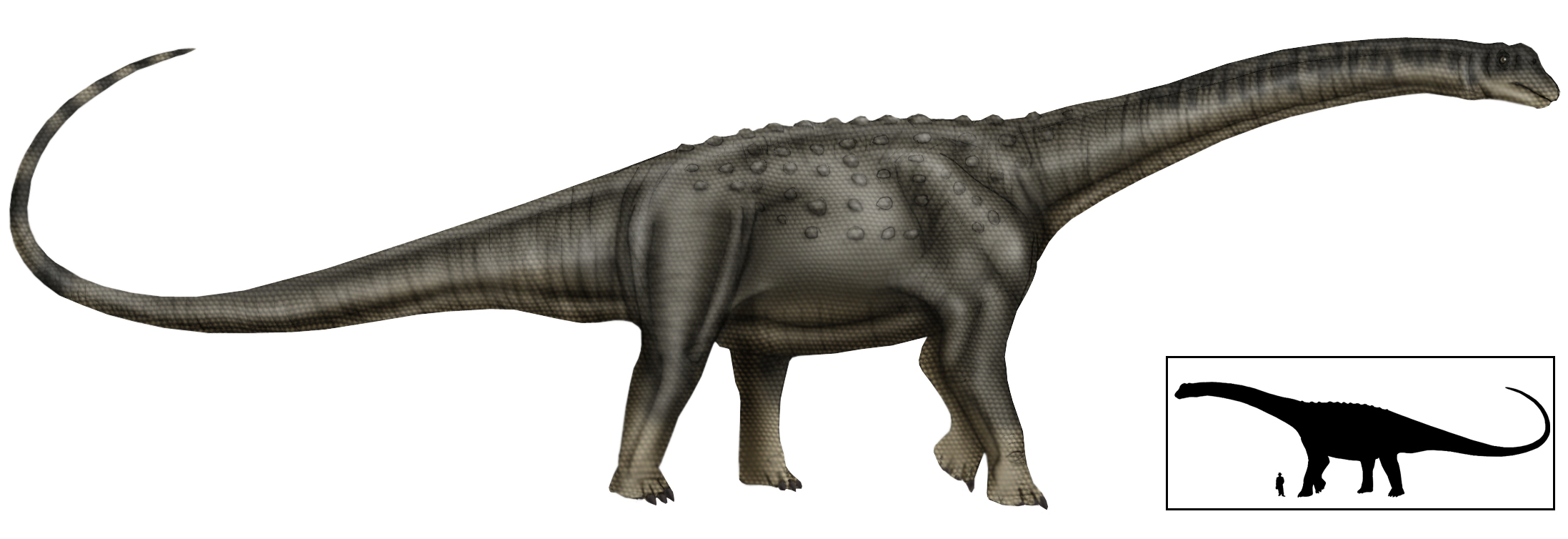
اعادة انشاء الپويرتاصورس

الپويرتاصورس (Puertasaurus) هو نوع تيتانوصورسات الصوروبودا ظهر خلال عصر الطباشيري المتأخر، عاش في باتاجونيا بالأرجنتين، النوع النمطي پويرتاصورس ريلي (Puertasaurus reuili) سُمي تكريمًا لپابلو پويرتا (Pablo Puerta) وسانتياجو ريلي (Santiago Reuil) اللذان اكتشفا العينة في يناير 2001، يستند الپويرتاصورس على أجزاء من العمود الفقري، فقرات العنق والظهر واثنتين من فقرات الذيل.

## وصلات خارجية
- Announcement on the Dinosaur Mailing List
- Artist's impression of Puertasaurus on SV-POW
- Detailed explanation of Puertasaurus' anatomy and the science behind the artistic reconstruction